# St Ann Without
St Ann Without, ook St. Ann (Without) is een civil parish in het bestuurlijke gebied Lewes, in het Engelse graafschap East Sussex met 281 inwoners.